# Церква Вознесіння Господнього (Велика Іловиця)
Церква Вознесіння Господнього у Великій Іловиці — парафія і храм Шумського благочиння Тернопільської єпархії Православної церкви України в селі Велика Іловиця Кременецького району Тернопільської области.

## Історія церкви
У 2000 році в селі Велика Іловиця розпочалося будівництво храму Вознесіння Господнього, яке було завершено у 2006 році. Головним ініціатором створення парафії став місцевий житель Григорій Петрук.
На момент заснування громади вона налічувала лише 10 дворів. До завершення будівництва богослужіння проводилися у сільській хатині, де народилася зв'язкова УПА Надія Кириєнко-Тернюк.
На місці нової церкви до війни стояли каплички, останню з яких розібрали у 1946 році.
У 1943 році тут відбулося богослужіння для трьох повстанських куренів, які отримали благословення капелана перед походом на схід.
На території храму встановлено пам'ятний знак героям УПА. Церкву розписав Заслужений художник України Богдан Ткачик.
13 квітня 2010 року, на храмове свято, церкву відвідав єпископ Тернопільський і Бучацький Нестор, який відслужив святу Літургію.
У селі Велика Іловиця народився і зціляв людей святий преподобний Амфілохій Почаївський. На місці його хати розпочали будівництво каплиці. 12 травня, у день прославлення святого, відбулося архієрейське богослужіння на чолі з єпископом Нестором.
Неподалік, у селі Антонівці, знаходиться штаб ОУН-УПА, де щороку на Покрови Пресвятої Богородиці проводиться богослужіння.

## Парохи
- о. Андрій Лобунь (з ?).